# Dimitar Dimov (labdarúgó)
Dimitar Pencsev Dimov (bolgárul: Димитьр Пенчев Димов, Plovdiv, 1937. december 13. – 2008 körül) bolgár válogatott labdarúgó.
A bolgár válogatott tagjaként részt vett az 1962-es világbajnokságon, illetve az 1960. évi nyári olimpiai játékokon.

## Sikerei, díjai
Szpartak Plovdiv
- Bolgár bajnok (1): 1962–63

## jegyzetek
1. ↑  https://web.archive.org/web/20240322064058/https://topsport.bg/web/20240322064058/https://topsport.bg/web/20240322064058/https://topsport.bg/bg-football/pochina-legenda-na-spartak-plovdiv.html